# Diego Costa (futebolista)
Diego Henrique Costa Barbosa (Campo Grande, 21 de julho de 1999) é um futebolista brasileiro que atua como zagueiro. Atualmente atua pelo Krasnodar.

## Carreira
Diego Costa nasceu em Campo Grande, Mato Grosso do Sul, em 21 de julho de 1999. Iniciou sua carreira no futebol em 2011 nas categorias de base do Grêmio Prudente, permanecendo até 2015, quando foi contratado pelo São Paulo. Durante sua passagem pelas categorias de base do clube da capital, destacou-se ao conquistar importantes torneios, incluindo a Copa do Brasil Sub-20 de 2018, o Campeonato Brasileiro Sub-23 de 2018 e a Copa São Paulo de 2019. Na última conquista, desempenhou o papel de capitão, demonstrando uma boa atuação que o levou a integrar o elenco profissional. No entanto, sua estreia como jogador profissional ocorreu apenas na última rodada do Campeonato Brasileiro de 2019, em 8 de dezembro, durante a vitória sobre o CSA.
Em 2020, Diego Costa assumiu a titularidade da equipe durante a temporada, participando de 30 das 65 partidas do clube. Nesse período, marcou seu primeiro gol como profissional em 1.º de outubro, durante uma partida contra o River Plate na Copa Libertadores. Ele perdeu a titularidade ainda em 2020 e passou a maior parte de 2021 como suplente, condição na qual contribuiu para a conquista do Campeonato Paulista, seu primeiro título pelo clube. Em 2022, reassumiu a titularidade da equipe sob o comando de Rogério Ceni, liderando boa parte das estatísticas defensivas do clube. No mesmo ano, alcançou a marca de 100 jogos na final da Copa Sul-Americana, em 1.º de outubro, contudo, sofreu uma lesão e passou por uma operação no mês de dezembro. Ele retornou apenas em 12 de abril de 2023, em um empate sem gols contra o Ituano pela Copa do Brasil. Na finalíssima desta competição, substituiu Robert Arboleda no início da partida, que terminou com o título do São Paulo.

### Krasnodar
Em 17 de julho de 2024, o São Paulo anunciou a venda de Diego Costa ao Krasnodar, da Rússia.

## Títulos

### Base
São Paulo
- Campeonato Paulista Sub-17: 2016[3]
- Taça Belo Horizonte: 2016[3]
- Aspire Tri-Series Sub-20: 2017[3]
- Copa Ouro da APF Sub-20: 2017[3]
- Copa Rio Grande do Sul Sub-20: 2017[3]
- Future Cup Sub-20: 2017[3]
- Campeonato Brasileiro Sub-23: 2018[3]
- Copa do Brasil Sub-20: 2018[3]
- Supercopa do Brasil Sub-20: 2018[3]
- Copa São Paulo: 2019[3]

### Profissional
- Campeonato Paulista: 2021[11]
- Copa do Brasil: 2023[16]
- Supercopa Rei: 2024[17]